# استان چهارم

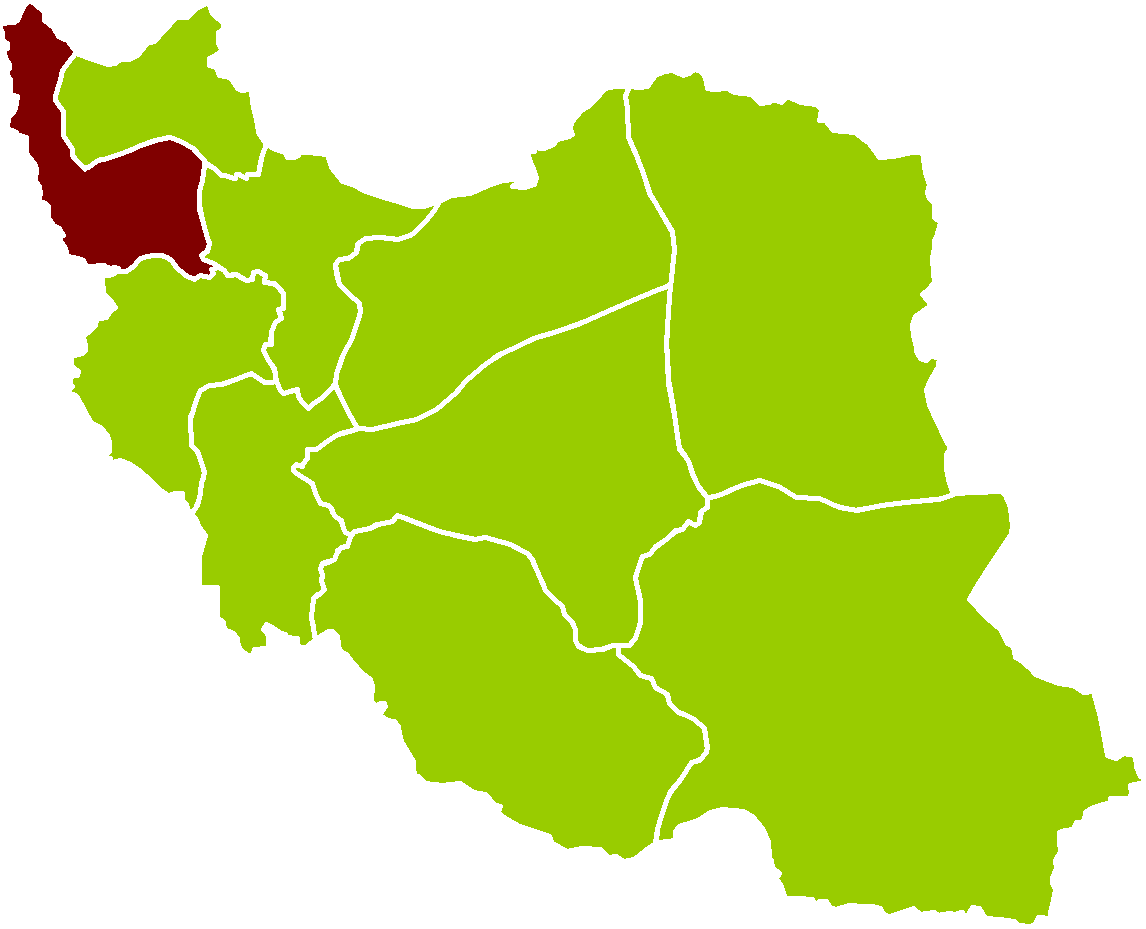
جایگاه استان چهارم در نقشهٔ ایران.

استان چهارم یکی از ۱۰ استان کشور ایران بود که در ۱۹ دی ۱۳۱۶ خورشیدی، با اصلاح قانون تقسیمات کشوری به عنوان استان چهارم تعیین گردید. این استان شامل ۵ شهرستان خوی، رضائیه، مهاباد، مراغه، بیجار بود.
استان چهارم امروزه شامل استان آذربایجان غربی (به مرکزیت ارومیه) است و شهرستان‌های مراغه و بیجار از این استان جدا شده‌اند.